# Ramblin' Gamblin' Man
Ramblin' Gamblin' Man es el primer álbum de estudio de la banda de rock americano The Bob Seger System, publicado en 1969 (ver 1969 en música). El título original era Tales of Lucy Blue, de ahí la foto de la cubierta. En las notas, Bob Seger dice (con sarcasmo) que más tarde se dio cuenta de que Lucy Blue era Ramblin 'Gamblin' Man, así que cambió el título del álbum. Y entonces dio las gracias a "Doctor Fine" por esta modificación. (Doctor Fine fue la persona que hizo que Seger cambiase el nombre del álbum.) El diseño original de la cubierta para el álbum contó con la figura desnuda de Botticelli "El nacimiento de Venus", pero esto también fue cambiado para la versión final.
La pista que da título al álbum también apareció en el álbum en directo de Bob Seger and The Silver Bullet Band "Live Bullet". Más recientemente, el tema fue versionado por el colega artista de Hideout/Capitol Records Huck Johns en su álbum de debut Huck.

## Lista de temas
1.- Ramblin' Gamblin' Man 2:21
2.- Tales of Lucy Blue 2:28
3.- Ivory 2ː23
4.- Gone 3ː28
5.- Down Home 3ː01
6.- Train Man 4ː06
7.- White Wall 5ː20
8.- Black Eyed Girl 6ː33
9.- 2 + 2 = ? 2ː49
10.- Doctor Fine 1ː05
11.- The Last Song (Love Needs to Be Loved) 3ː04

## Personal
- Bob Seger - guitarra, voz principal, piano, órgano
- Dan Honaker – bajos, voces
- Pep Perrine – batería, voces
- Bob Schultz – órgano en "Ramblin' Gamblin' Man"

Personal adicional
- Michael Erlewine – arp de blues en "Down Home"
- Glenn Frey – Coros y guitarra acústica en "Ramblin' Gamblin' Man"[3]

## Producción
- The Bob Seger System & de Punch Andrews
- Ingeniero: Jim Bruzzese
- Liner Notes: Bob Seger
- Ilustración de portada (LP) - Lockhart[4]

## Listas
Álbum - Billboard (América del Norte)
| Año  | Gráfico        | Posición |
| ---- | -------------- | -------- |
| 1969 | Álbumes de pop | 62       |

Sencillos - Billboard (América del Norte)